# Batz-sur-Mer
Batz-sur-Mer är en kommun i departementet Loire-Atlantique i regionen Pays de la Loire i nordvästra Frankrike. Kommunen ligger i kantonen Le Croisic som tillhör arrondissementet Saint-Nazaire. År 2022 hade Batz-sur-Mer 2 799 invånare.

## Befolkningsutveckling
Antalet invånare i kommunen Batz-sur-Mer
| Referens: INSEE |